# Dolmen de Azután
El dolmen de Azután es una estructura megalítica situada en el municipio español de Azután, en la provincia de Toledo. Fue la primera de las evidencias megalíticas localizadas en el interior de la Meseta Sur con fechas radiocarbónicas que permitieron situar cronológica y culturalmente las poblaciones del Neolítico medio, final y Calcolítico en la cuenca media del río Tajo y sus relaciones con el abundante fenómeno del Megalitismo del interior peninsular.

## Excavaciones

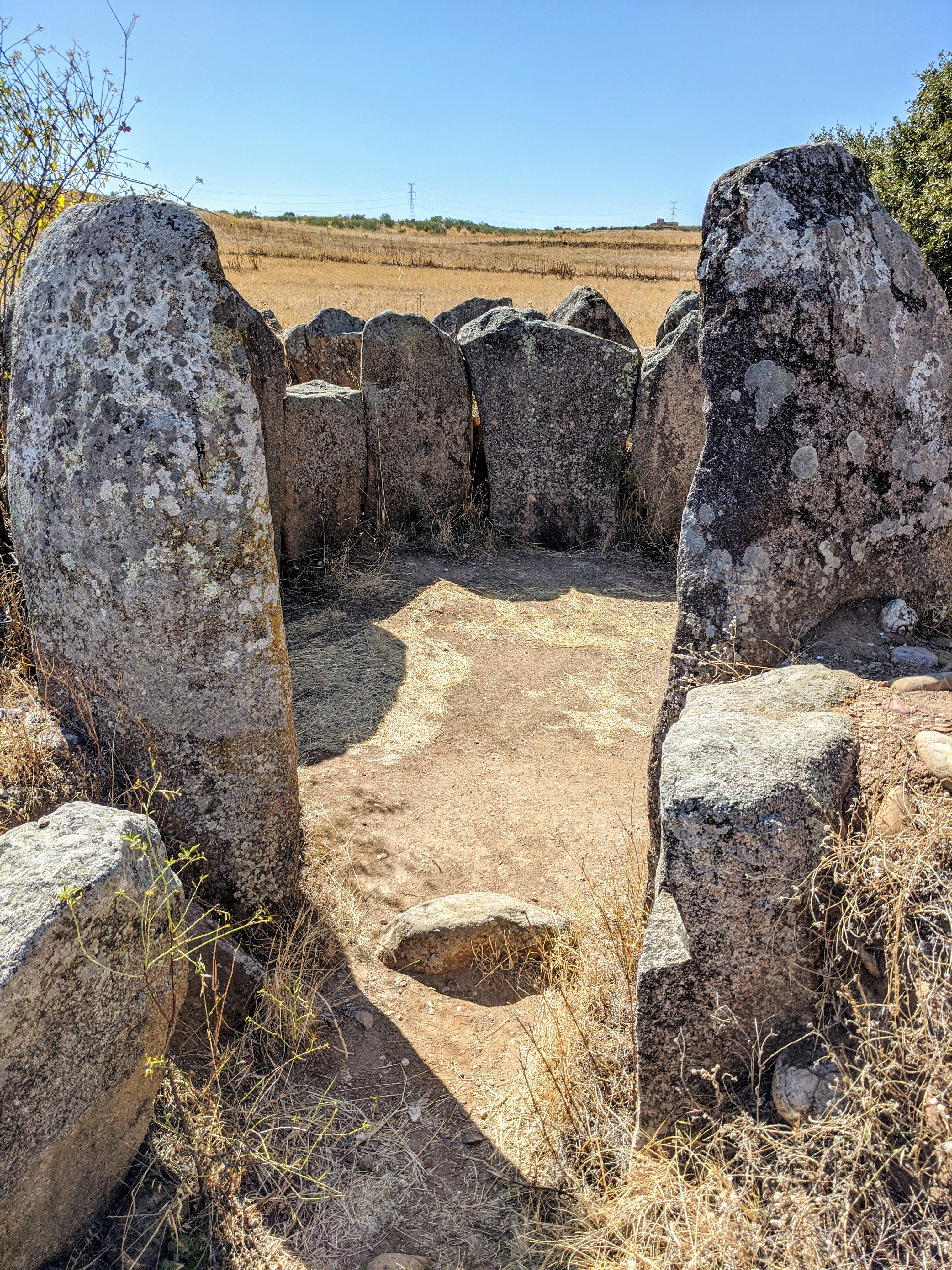
Entrada a la cámara desde el corredor

El dolmen ha sido objeto de excavaciones sistemáticas desde principios de la década de 1980 hasta el año 2001, si bien aún conserva testigos arqueológicos intactos, así como restos de un hábitat infrayacente al túmulo dolménico. Presenta una estructura de cámara y corredor con ortostatos de grandes dimensiones y cubierta adintelada, en el cual fueron efectuadas inhumaciones y osarios colectivos desde el Neolítico Medio al Final (V milenio a. C.) y durante el Calcolítico (en su fase campaniforme marítima, durante el IV milenio a. C.), mientras que el hábitat infratumular presenta una caracterización cronológica inmersa en el VI milenio.

## Características
Los elementos arqueológicos destacables son además de su sistema y tipología constructiva, sus evidencias materiales arqueológico-ergológicas como artístico-rupestres, además de las culturales y habitacionales que fueron desarrolladas. Los ajuares y restos arqueológicos documentados se componen de abundantes evidencias de cerámica, industria ósea, industria lítica tallada y pulimentada, así como alguna cuenta de collar. A todo ello debemos sumar la evidente decoración total del espacio funerario mediante grabados (incisiones finas de bandas onduladas y zig-zag, así como grabados anchos de temática geométrica y antropomórfica, e incluso bajorrelieve) y pinturas en los ortostatos de la cámara y figuras exentas de carácter escultórico (menhir) en el espacio de la cámara.
Importante arqueológicamente resulta además de su carácter innato monumental (dolmen de cámara y corredor bajo túmulo perimetral), también la conexión que se produce en las áreas funerarias megalíticas relacionadas con áreas de habitación (en este caso infrayacente), así como su recurrente asociación a cursos de agua vertebradores del territorio y de los recursos que dominan, siendo próximo al río Tajo y en las inmediaciones a los arroyos de Linares y la Anguilucha, unido a afloramientos hídricos subterráneos en la misma área arqueológica.